# 泉直任
泉直任（いずみ なおひで）は、下野国塩谷郡の戦国武将。泉城主。和泉直任とも表記される。

## 略歴
泉氏は、下野国塩谷郡の泉郷を支配した土豪で、平安末期の塩谷氏（源姓塩谷氏）の家臣であった武将泉五郎兼重を祖とし、兼重が築いた泉城の城主として、代々、塩谷氏に仕えてきたと考えられている。那須記などにおいて塩谷方の武将として泉五郎（または和泉五郎）の名が散見しており、それらには名前の記載がなく何代目の誰かは不明だが、これらの記述がそれを裏付けている。直任は、初代の兼重を除いては、現存する古典や文献で唯一名前が確認出来る泉氏の当主であり、泉氏時代の泉城の最後の城主であると考えられている。なお、宇都宮家臣の城館跡の記録には、泉宗八郎の名もあるが、泉五郎(直任)に続いて「同宗八郎」と記述がある事から同族である事は推測できるが、
直任との具体的な関係性は不明である。
宇都宮氏家臣書上帳においては、当時、塩谷家臣の有力者であった岡本正親よりも先に名前の記載があり、塩谷家においては『泉五郎事塩谷宮内』とされ、塩谷姓を名乗る事を許されており、泉氏の地位や格式は、かなり高かったものと見られている。
直任は、天正13年（1585年）3月25日の薄葉ヶ原の戦いにおいて塩谷義綱の与力として参戦している。また、同年7月に塩谷方の出城である乙畑城が喜連川勢に攻められた際には、30騎を従えて援軍に加わっている。
しかし、天正18年(1590年)の小田原征伐の後、泉郷が岡本氏の支配となると、直任は泉城を退去。その後の消息は不明である。

## 参考資料
- 『矢板市史』矢板市史編集委員会　昭和56年（1981年）
- 『塩谷町史 第二巻 中近世資料編』塩谷町史編さん委員会　平成5年（1993年）